# ゲオルギオス・ヤコビディス
ゲオルギオス・ヤコビディス（ギリシア語:Γεώργιος Ιακωβίδης、Georgios JakobidesまたはGeorgios Iakobides、 1853年1月11日 – 1932年12月13日）はギリシャの画家である。ミュンヘンで修業したギリシャ人の画家たち、「ギリシャ・ミュンヘン派」の一人である。

## 略歴
レスボス島のHidiraに生まれた。13歳の時、スミュルナ（イズミル）の建築家の叔父のもとに移り、働きながら学校へ通った。美術、特に木彫に興味を示し、叔父の知り合いの商人の支援を受けて、1870年にアテネの工芸学校に入学し、画家のニキフォロス・リトラスや、彫刻家のレオニダス・ドロシスに学んだ。
画家として優秀な成績で美術学校を卒業し、1877年に政府から奨学金を得て、ミュンヘン美術院に留学した。ミュンヘンではルートヴィヒ・フォン・レフツやヴィルヘルム・リンデンシュミット、ガブリエル・フォン・マックスに学んだ。1883年に美術院を卒業するが、その後の17年間はミュンヘンで活動した。ミュンヘンでは、子供を描いた作品で人気となり、パリやベルリンなど各地の展覧会で入賞した。女性のための絵画教室で教えた。1889年に妻を亡くした後、幸福な子供の絵を描くのを止めたとされている。
1900年にアテネに国立美術館が設立されると、ギリシャ政府から帰国を求められ、初代の学芸員に任命された。1904年にニキフォロス・リトラスが亡くなった後、美術学校の教授に任命された。この時、金十字勲章を受勲した。ギリシャ王室のメンバーや上流階級の人々から肖像画の注文を受け、経済的にも成功した。1910年に工芸学校から美術学校が独立した時、初代の校長に任じられ、1930年まで校長を務めた。

## 作品

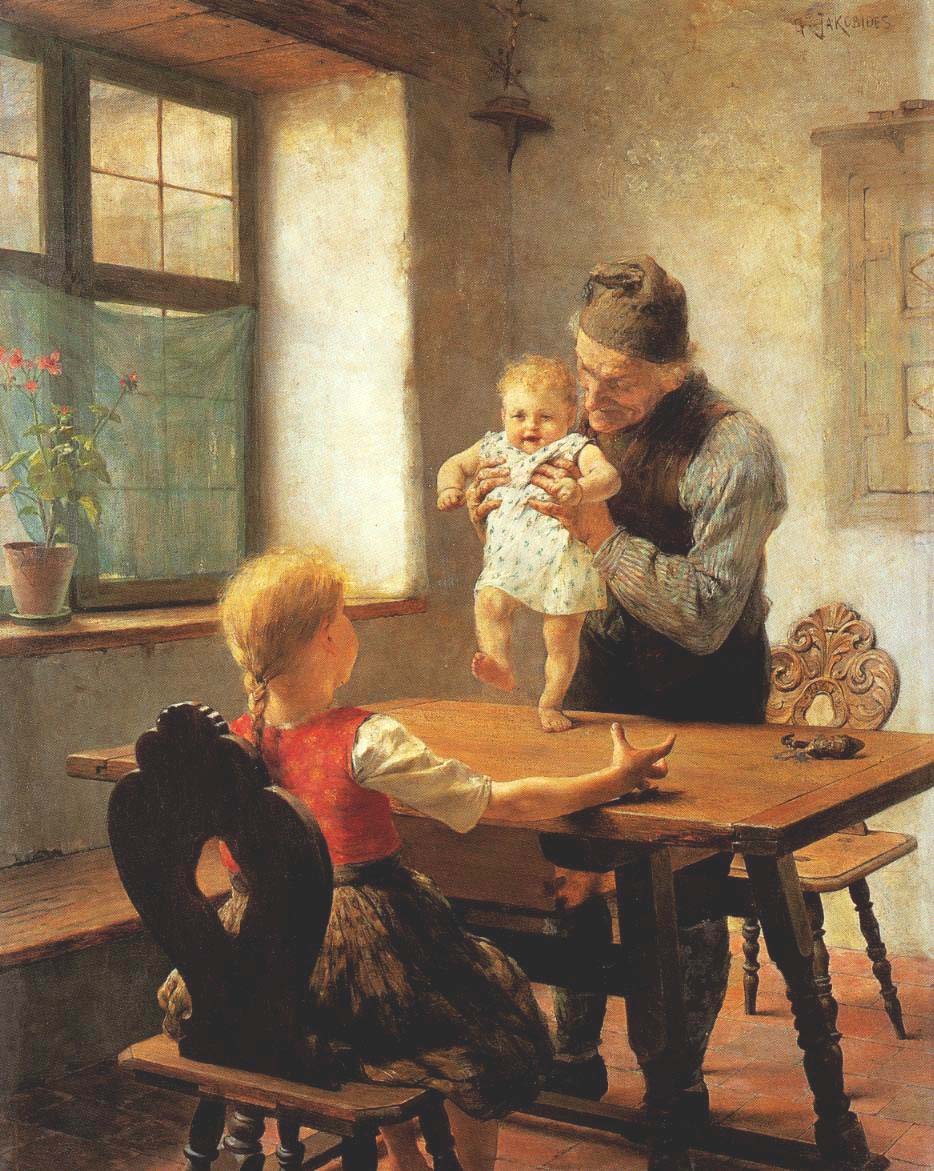
"First Steps" (1889)
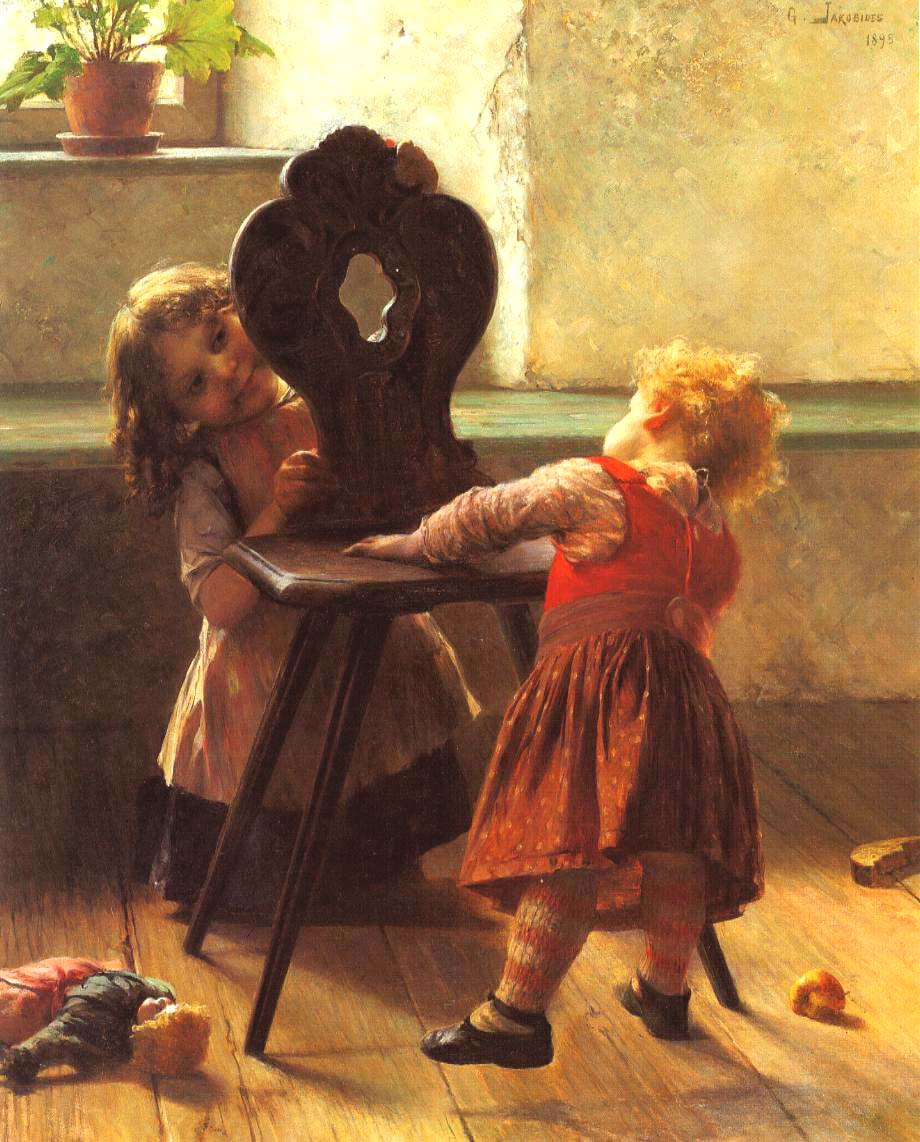
"Kou Kou" (1895)
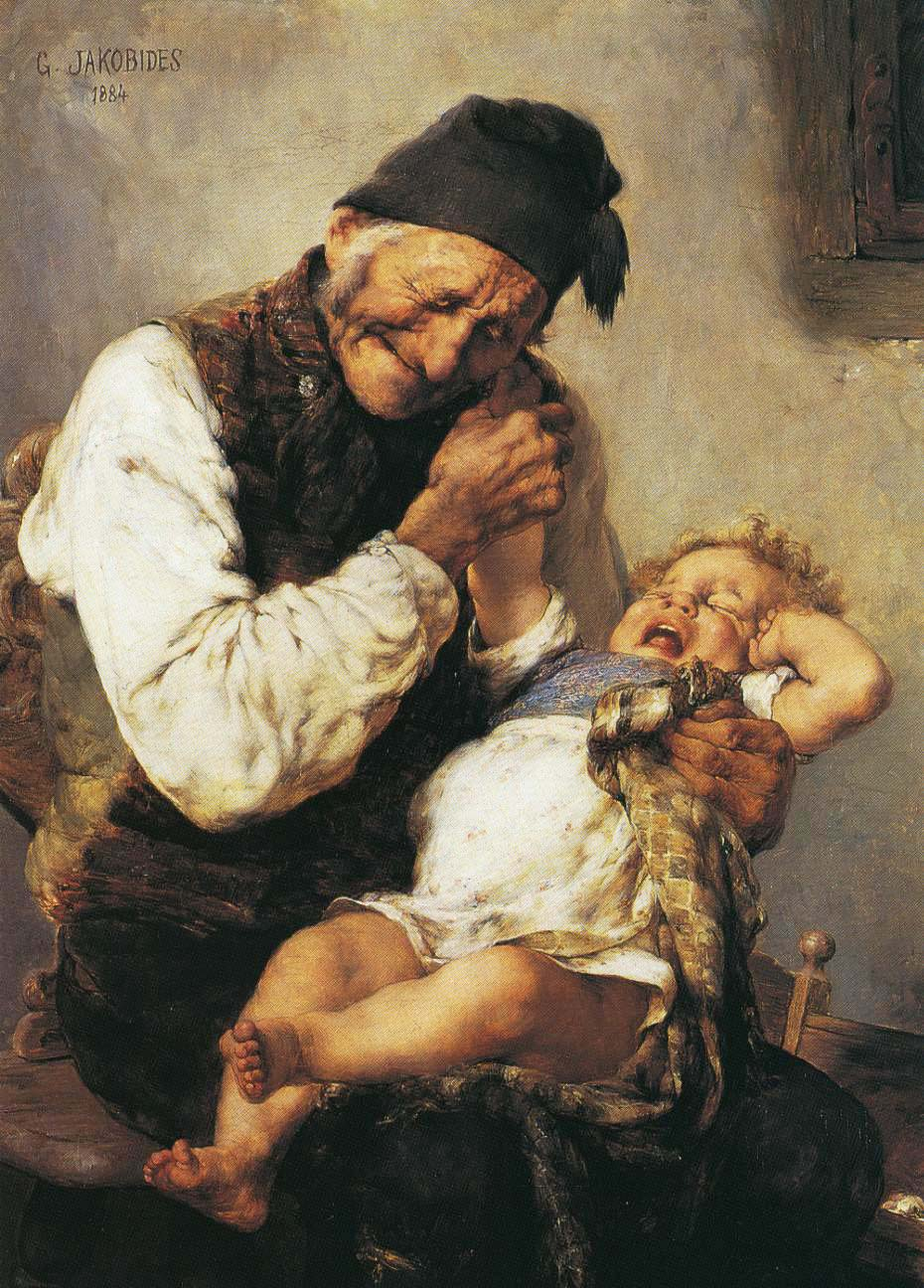
"Naughty Grandson" (1884)
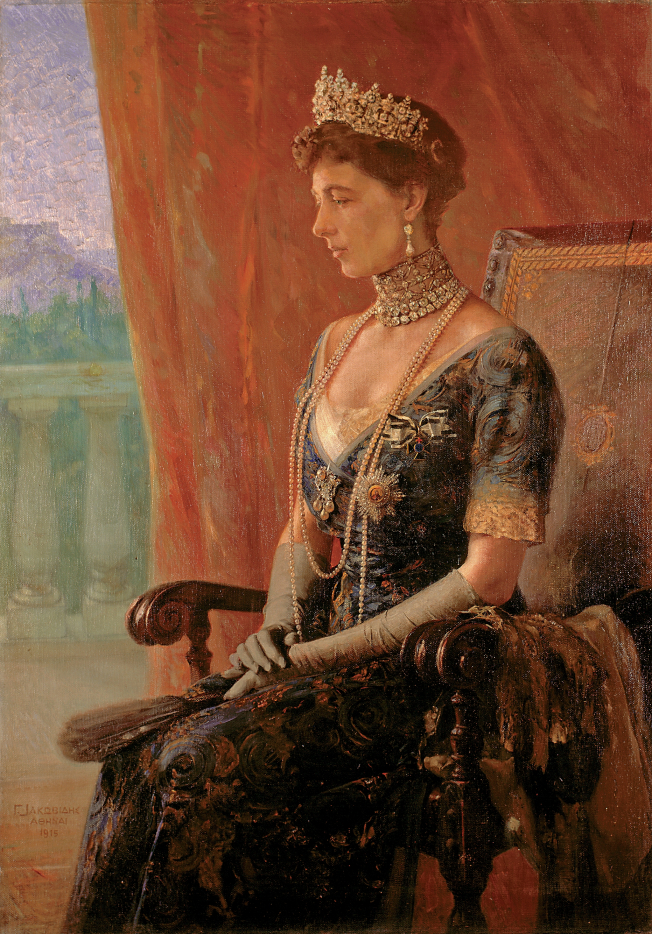
ソフィア (ギリシャ王妃) (1915)